# Jacobus Bellamy

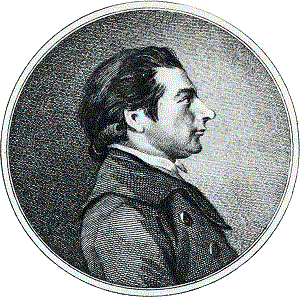
Jacobus Bellamy

Jacobus Bellamy (spr. -mei), (* 12. November 1757 in Vlissingen; † 11. März
1786 in Utrecht) war ein niederländischer Dichter.

## Leben
Jacobus Bellamy, der Sohn eines Schweizer Bäckers war, erregte als Bäckerlehrling durch seine Gedichte die öffentliche Aufmerksamkeit und wurde darauf von Gönnern mit den Mitteln zum Studium der Theologie ausgerüstet, das er 1782 in Utrecht begann. Bellamy widmete in Utrecht sein Leben weitgehend Kunst und (Geistes-)Wissenschaft (lebte daselbst fast ausschließlich den Musen) und stiftete mit einigen Freunden eine „poetische Gesellschaft“, die einen höheren Aufschwung der holländischen Poesie, besonders durch Nachahmung der neuern deutschen Dichter, herbeizuführen suchte.
Unter dem Namen Zelandus gab er seine Gezangen mijner jeugd (1782), darauf seine begeisterten Vaderlandsche Gezangen (1783) und 1785 weitere Gezangen heraus. Sein bekanntestes Gedicht wurde die im Gedächtnis der Nation fortlebende Romanze Roosje, die in den Proeven voor het verstand etc.  (Utrecht 1784; deutsch von Janssen, Wesel 1834) erschien und an Einfachheit und Gefühlsinnigkeit in der holländischen Literatur einzig dasteht. Noch bevor Bellamy eine Predigerstelle antreten konnte, starb er am 11. März 1786. Seine Gedichte erschienen gesammelt (zuerst 1816) in neuer Ausgabe Haarlem 1852. Aus seinen nachgelassenen Briefen und Papieren gab Johannes van Vloten das Merkwürdigste heraus (Middelburg 1878).